# Behns miersluiper
De Behns miersluiper (Myrmotherula behni) is een zangvogel uit de familie Thamnophilidae (miervogels). Deze vogel is genoemd naar de Duitse zoöloog Wilhelm Friedrich Georg Behn (1808-1878).

## Verspreiding en leefgebied
Deze soort komt voor in het noorden en noordwesten van het Amazonegebied en telt vier ondersoorten:
- M. b. behni: centraal Colombia en oostelijk Ecuador.
- M. b. yavii: zuidelijk Venezuela en noordwestelijk Brazilië.
- M. b. inornata: zuidoostelijk Venezuela, Guyana en noordelijk Brazilië.
- M. b. camanii: zuidelijk-centraal Venezuela.

## Status
De grootte van de populatie is niet gekwantificeerd maar de soort wordt omschreven als schaars. Op de Rode lijst van de IUCN heeft deze soort de status niet bedreigd.